# Kazimierz Lew Sapieha

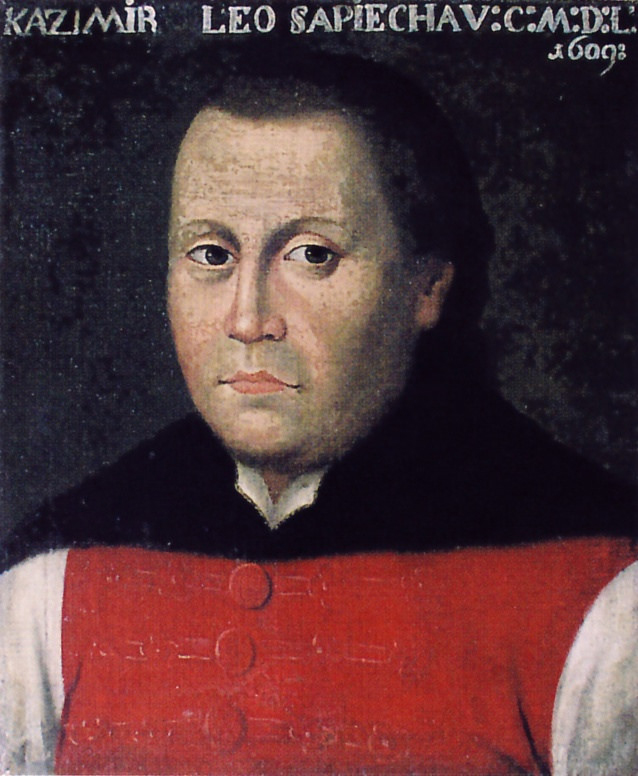
Kazimierz Lew Sapieha

Kazimierz Lew Sapieha, litauisch: Kazimieras Leonas Sapiega, (* 15. Juli 1609 in Wilna (heute: Litauen); † 19. Januar 1656 in Brest, heute: Brest-Litowsk in Belarus) war ein Politiker aus der Adelsfamilie Sapieha im Großfürstentum Litauen im Polen-Litauen des 17. Jahrhunderts.

## Leben
Kazimierz Lew Sapieha ist der Sohn des litauischen Adligen und Politikers Lew Sapieha. Er studierte zuerst an der Wilnaer Akademie der Jesuiten, bevor er 1621 zusammen mit seinem Bruder Krzysztof Michał Sapieha zum Studium ins Ausland ging. Die Brüder studierten hauptsächlich an der Universität München und der Universität Ingolstadt. 1624 ging Kazimierz Lew zurück auf die Familienbesitzungen, um eine Tuberkulose auszuheilen. Er folgte danach seinem Bruder in den Westen Europas und immatrikulierte sich 1627 an der Universität Löwen im heutigen Belgien. Im folgenden Jahr ging er über Brüssel nach Italien und studierte dort 1628 an der Universität Bologna und 1629 an der Universität Padua. Er kehrte 1629 in seine Heimat zurück.

## Politische Laufbahn
Im Alter von 22 Jahren wurde Kazimierz Lew 1631 Großschreiber des Großfürstentums Litauen und im gleichen Jahr Königlicher Sekretär des Königreichs Polen innerhalb der Föderation von Polen-Litauen. Er war Mitglied des 1632 einberufenen Sejm und Teil einer Delegation des Sejm die 1635 zu Verhandlungen nach Moskau reiste. Im Mai 1637 wurde er zum Hofmarschall (Marszalek) des Großfürstentums Litauen, am 6. März 1645 zum Vizemarschall des litauischen Reichsteils.
Nach dem Tod des polnisch-litauischen Königs Władysław IV. Wasa war Kazimierz Lew einer der vier Nachlassverwalter des Königs. Er war Gegner des calvinistischen Magnaten Janusz Radziwiłł, der zusammen mit seinem Vetter Bogusław Radziwiłł in den Jahren 1652 bis 1655 eine verfassungswidrige Abspaltung des litauischen Reichsteils erreichen wollte. Während des schwedischen Überfalls auf Litauen organisierte er dort den Widerstand. Er verstarb in Brest am Bug.